# Abbazia territoriale di Santa Maria Ausiliatrice di Belmont
L'abbazia territoriale di Santa Maria Ausiliatrice di Belmont (in latino: Abbatia Territorialis B. Mariae Auxiliatricis de Belmont) è una sede soppressa della Chiesa cattolica negli Stati Uniti d'America.

## Territorio
L'abbazia territoriale era situata nello stato americano della Carolina del Nord.

## Storia
L'abbazia territoriale fu eretta l'8 giugno 1910 con il breve Apostolicam in singulas di papa Pio X, ricavandone il territorio dal vicariato apostolico della Carolina del Nord (oggi diocesi di Raleigh). Inizialmente comprendeva le contee di Gaston, Catawba, Cleveland, Burke, Lincoln, McDowell, Polk e Rutherford nello stato della Carolina del Nord. L'abbazia nullius era immediatamente soggetta alla Santa Sede.
Il primo abate fu Leo Michael Haid, vicario apostolico della Carolina del Nord, sede che mantenne fino alla sua morte nel 1924.
Il 17 aprile 1944 cedette alla diocesi di Raleigh tutto il suo territorio ad eccezione della contea di Gaston.
Il 5 dicembre 1957, con la lettera apostolica Perfugium rebus, papa Pio XII proclamò la Beata Maria Vergine, invocata con il titolo di "Aiuto dei Cristiani", patrona principale dell'abbazia nullius, e San Leone I papa patrono secondario.
Il 26 marzo 1960 in forza del decreto In Civitatibus della Sacra Congregazione Concistoriale cedette alla diocesi di Raleigh anche la contea di Gaston e la sua giurisdizione territoriale rimase limitata alla sola abbazia.
L'abbazia perse il privilegio della territorialità nel 1977 e il suo territorio fu incorporato nella diocesi di Charlotte.

## Cronotassi degli abati
- Leo Michael Haid, O.S.B. † (8 giugno 1910 - 24 luglio 1924 deceduto)
- Vincent George Taylor, O.S.B. † (20 agosto 1924 - 5 novembre 1959 deceduto)
- Walter Arthur Coggin, O.S.B. † (25 novembre 1959 - 11 febbraio 1970 dimesso)
- Edmund Fairbanks McCaffrey, O.S.B. † (2 marzo 1970 - 3 giugno 1975 dimesso)
- Jude Cleary, O.S.B. † (22 luglio 1975 - 1977 dimesso)